# تذكرة ذهاب بلا عودة (فلم 1988)
تذكرة ذهاب بلا عودة (بالإسبانية: Un pasaje de Ida) هو فيلم دراما دومينيكاني صدر عام 1988 من إخراج وإنتاج وتأليف أغليبرتو ميلينديز، ومن بطولة كارلوس الفريدو. تم اختيار الفيلم كمدخل لجمهورية الدومينيكان لجائزة أفضل فيلم بلغة أجنبية في حفل توزيع جوائز الأوسكار الحادي والستون عام 1989، لكن لم يتم ترشيحه. فاز الفيلم بجائزة أفضل عمل سينمائي أول في حفل توزيع جوائز أي سي إي (Premios ACE) عام 1990.
هو أول فيلم تجاري دومينيكاني تم إنتاجه. أعيد الفيلم إلى صالات العرض في جمهورية الدومينيكان عام 2004 بعد مرور 16 عاماً على عرضه الأول.

## ملخص القصة
الفيلم هو إعادة سرد خيالية لمأساة ريجينا إكسبريس (Regina Express)، التي توفي فيها 22 من المسافرين الدومينيكان نتيجة الاختناق في محاولة للسفر غير المشروع في سبتمبر من عام 1981.

## طاقم التمثيل
| - كارلوس ألفريدو بدور إيسيدرو - إنجيل هاتشي بدور بيرو - رافائيل فيلالونا بدور كيمو |  |  |  | - أنجيل مونيز بدور رينيه - فيكتور تشيكو بدور أنجيل - فيليكس جيرمان بدور بيرلارمينيو |  |  |  | - فرانك ليندور بدور القائد - جيوفاني كروز بدور روفينو - يوهاني سوسا بدور الديو |

## روابط خارجية
- مقالات تستعمل روابط فنية بلا صلة مع ويكي بيانات